# Реурбанизация
Реурбанизацията е процес на вторично завръщане на населението към живот в централните части на градовете. То най-често е резултат от целенасочени кампании на местните власти с цел да се подобри видът на централните градски части, които вследствие на субурбанизацията се обезлюдяват или населват със скитници и бедняци.